# Paul Denn
Pour les articles homonymes, voir Saint Paul.
Saint Paul Denn, nom en chinois : 湯愛玲, né le 1er avril 1847 à Lille, Nord (France) et mort le 20 juillet 1900 à Zhujiahe, Hebei, (Chine), est un prêtre jésuite français, missionnaire en Chine. Il fut exécuté, avec d'autres, au cours de la révolte des Boxers. Il est vénéré comme saint et martyr par l'Église catholique. 

## Biographie
Un mois après l'attaque de Ou-y, le 20 juillet 1900, Paul Denn et Léon-Ignace Mangin, doyen de King-Tcheou, furent massacrés tout comme cinquante-deux chrétiens chinois lors de la révolte des Boxers. Ces chrétiens avaient entre 9 et 79 ans.
Leur procès en vue de la béatification est ouvert de 1928 à 1933 par Mgr Lécroart en  Chine. Avec trois autres jésuites, Modeste Andlauer (1847-1900), Léon-Ignace Mangin (1847-1900) et Rémy Isoré (1852-1900). Paul Denn fut béatifié le 17 avril 1955 à Rome par le pape Pie XII, et canonisé parmi cent-vingt martyrs de Chine le 1er octobre 2000 également à Rome par le pape Jean-Paul II.
Liturgiquement, ils sont commémorés le 9 juillet (fête des martyrs chinois).

## Sources
- Société de Jésus
- Évêché de l'archidiocèse de Strasbourg
- Communauté de paroisses du Rosenmeer
- Catholic Encyclopedia
- Osservatore Romano (Saint-Siège) - MX.